# Parazenidae
Los Parazenidae son una familia de peces marinos incluida en el orden Zeiformes, distribuidos por los océanos Pacífico y Atlántico.
Su nombre procede del dios griego Zeus y de para (junto a).

## Morfología
Tienen el cuerpo comprimido y alargado, con premaxilares altamente protusibles; poseen dos aletas dorsales, la primera espinosa con 8 espinas y la segunda con cerca de 30 radios blandos; las aletas pélvicas tienen inserción torácica; escamas levemnente ctenoideas; tienen a cada lado dos líneas laterales que se fusionan en una por detrás de la aleta dorsal blanda.

## Géneros y especies
Existen 4 especies agrupadas en 3 géneros:
- Subfamilia Cyttopsinae:
  - Género Cyttopsis (Gill, 1862)
    - Cyttopsis cypho (Fowler, 1934)
    - Cyttopsis rosea (Lowe, 1843) - San Pedro rosado o San Pedro rojo.

  - Género Stethopristes (Gilbert, 1905)
    - Stethopristes eos (Gilbert, 1905)
- Subfamilia Parazeninae:
  - Género Parazen (Kamohara, 1935)
    - Parazen pacificus (Kamohara, 1935) - Parazen